# Lycaena hippothoe
Lycaena hippothoe é uma espécie de insetos lepidópteros, mais especificamente de borboletas pertencente à família Lycaenidae.
A autoridade científica da espécie é Linnaeus, tendo sido descrita no ano de 1761.
Trata-se de uma espécie presente no território português.

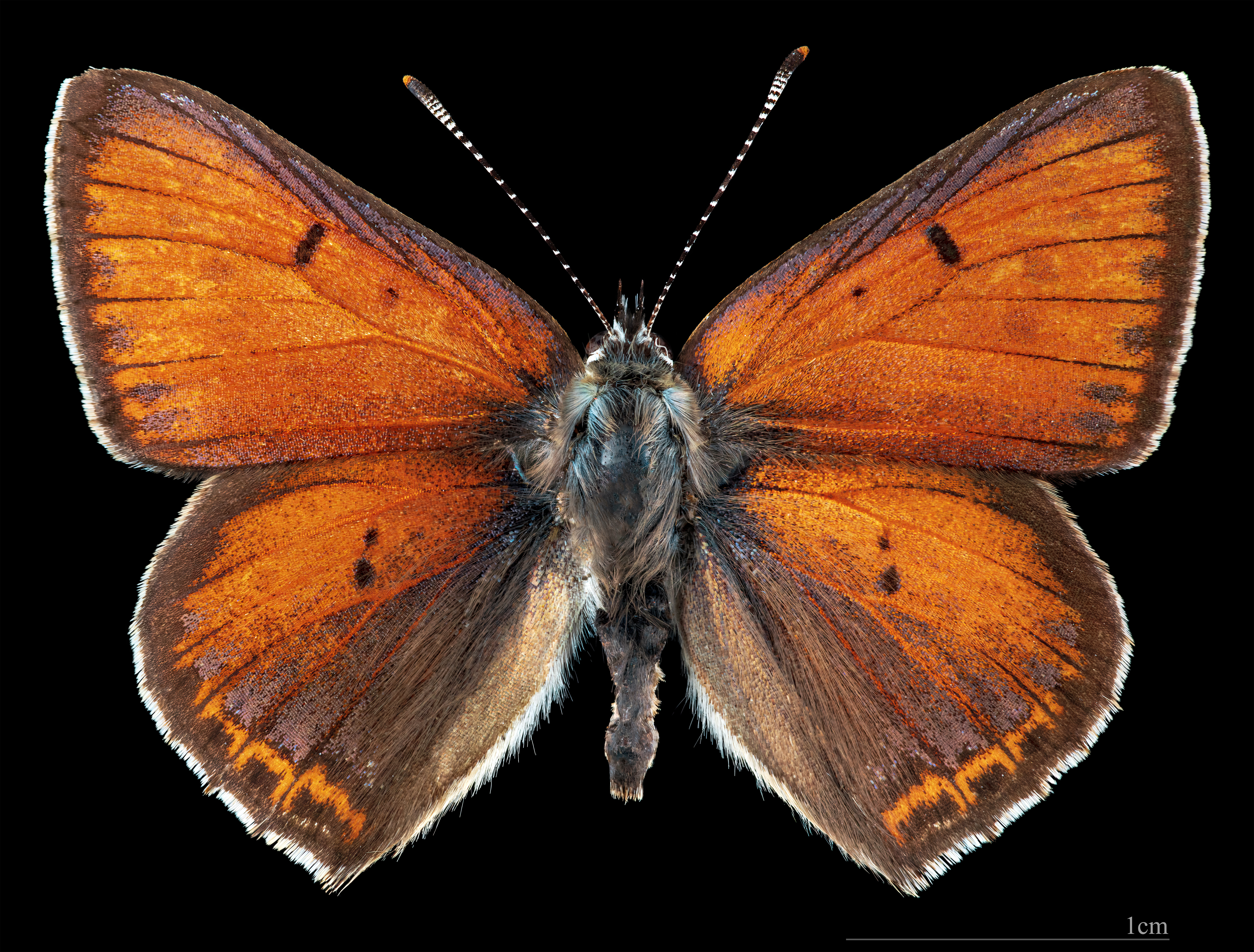
Lycaena hippothoe ♂
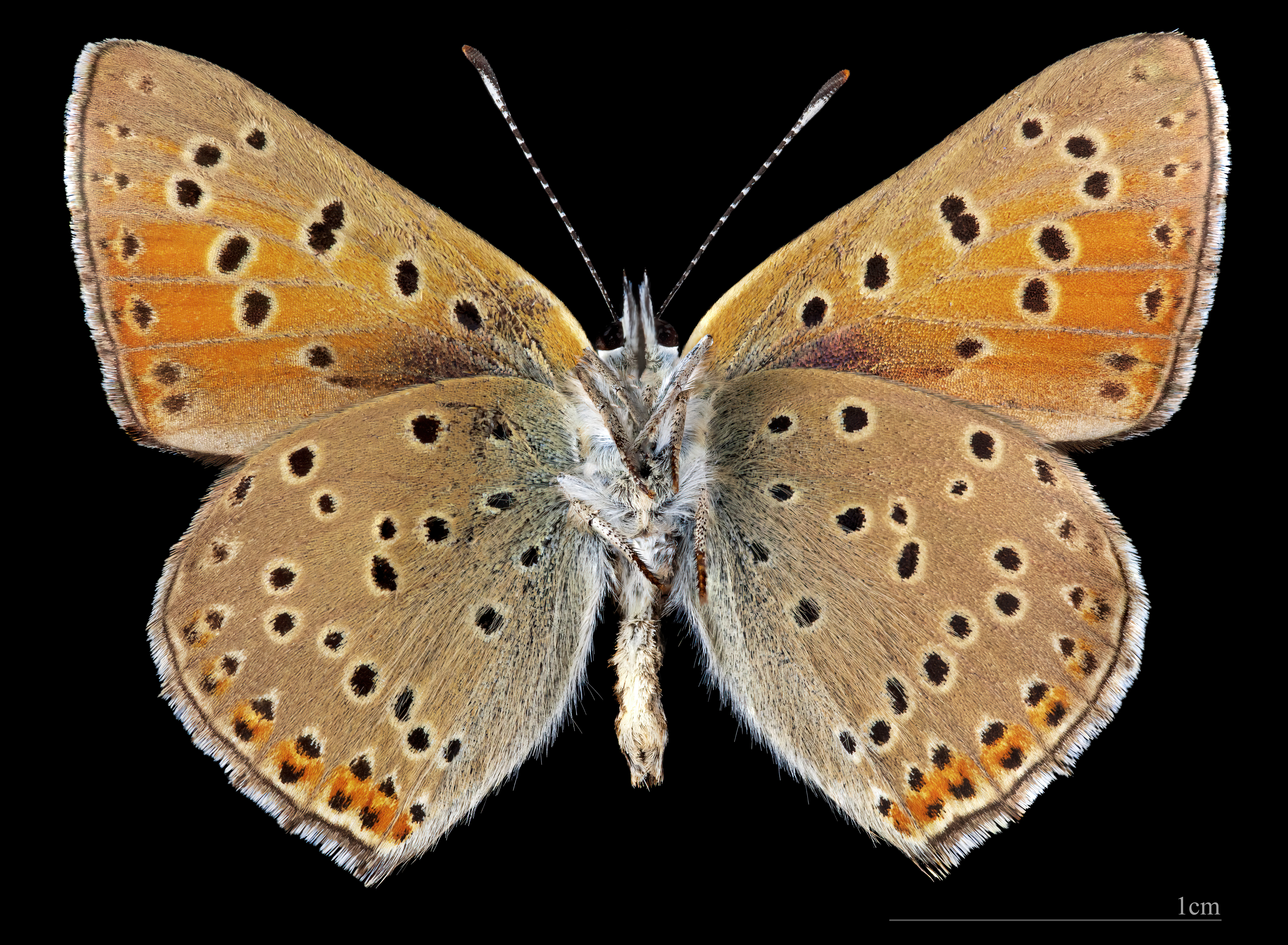
Lycaena hippothoe ♂   △